# Engleska književnost
Engleska književnost je pojam kojim su obuhvaćena sva književna dela nastala na engleskom jeziku na Britanskim ostrvima, uključujuči i Irsku, od 7. veka do savremenog doba. Književnost nastala na engleskom jeziku izvan Britanskih ostrva se zasebno proučavaju u sklopu američke, australijske, kanadske i novozelandske književnosti.
Engleski jezik se razvio tokom perioda od više od 1400 godina. Najranije forme engleskog, set anglofrizijskih dijalekata doneli su u Veliku Britaniju anglosaksonski naseljenici u petom veku, a nazivaju se staroengleski. Srednjeengleski je nastao tokom jedanaestog veka Normanskim osvajanjem Engleske. Rani moderni engleski je nastao u kasnom 15. veku sa uvođenjem štamparske mašine u London i Biblijom kralja Džejmsa kao i velikom promenom samoglasnika. Kroz uticaj Britanskog carstva, engleski jezik se raširio širom sveta počevši od 17. veka.

## Istorija

### Staroengleska književnost (do 1066)
Staroengleska književnost, ili anglosaksonska književnost, obuhvata sačuvanu književnost napisanu na staroengleskom u Anglosaksonskoj Engleskoj, u periodu nakon naseljavanja Saksonaca i drugih germanskih plemena u Engleskoj (Juti i Angli) c. 450, nakon povlačenja Rimljana, i „okončava se ubrzo nakon Normanskog osvajanja” 1066. godine. Ti radovi obuhvataju žanrove kao što je epska poezija, hagiografija, sermoni, prevodi Biblije, pravni radovi, hronike i zagonetke. Sve zajedno sačuvano je oko 400 rukopisa iz tog perioda.
Iz najstarijeg doba anglosaske književnosti potiču narativna pesma „Vidsit” o legendarnim plemenima, dvorovima i kraljevstvima, elegijske pesme „Lutalac” (The Wanderer) i „Pomorac” (The Seafarer) o udaljenosti od doma, samoći i pogibiji na moru i druge. 
Epska pesma Beovulf je najstariji i najveći spomenik čitavog germanskog pesništva, i najstariji junački ep nastao u zapadnoj Evropi nakon razdoblja klasične antike. Ima više od 3000 stihova. Autor je nepoznat. Nastao je verojatno oko 8. veka, a sačuvan u rukopisu iz 10. veka. Beovulf je nećak kralja Higelaca, junak iz plemena Gaeta s područja današnje južne Švedske. Dolazi u pomoć danskom kralju Hrotgaru čije kraljevstvo i podanike napada čudovište Grendel, a zatim i Grendelova majka. Beovulf ih oboje pobeđuje. Vraća se kući i postaje kraljem. Nakon duge srećne vladavine zmaj napada i njegovu zemlju te mu se Beovulf suprotstavlja s grupom mladih ratnika. U borbi gine, iako uspeva da nadvlada zmaja. Ova su dela nastala na bitno drugačijoj verziji engleskoga od današnje pa su kao književno štivo dostupna uglavnom užem krugu stručnjaka koji ih proučava.
Dolaskom hršćanstva u poeziju na engleskom tlu ulaze biblijski motivi i legende („Egzod”, „Judit”, „San o krstu”, „Krst”). Javlja se nova škola koju predvode pesnici Kadmon i Sinevulf. Kralj Alfred Veliki (kraj 9. veka) udara temelje engleskoj prozi svojom redakcijom „Anglosaske hronike”. S latinskog je preveo i dela Orozija („Istorija protiv pagana”), Boetija („O utehi filozofije”) i Bede („Crkvena istorija naroda Angla”"). Njegovi nastavljači u 11. veku su Alfrik i Vulfstan. Među rukopisima iz staroengleskog (anglosaskog) razdoblja su propovedke i priče o životima svetaca, prevodi Biblije i crkvenih spisa, anglosaske hronike i istorijsko-narativni spisi, zakoni, oporuke i drugi pravni dokumenti, zapisi iz područja gramatike, medicine i geografije, te poezija.

### Srednjoenglesko razdoblje (1066–1485)
Nakon bitke kod Hejstingsa (1066) Normani osvajaju Englesku s juga. Donose francuski jezik i kulturu. Počinje široki proces stapanja Normana i Anglosasa u budući engleski narod. U iduća dva veka dva se jezika teže usuglasiti i integrisati. Javlja se dvojezičnost i različiti procesi konsolidacije. Na francuskom se u Engleskoj piše i čita od 12. do kasnog 14. veka, a istovremeno od 1204. normanski osvajači usvajaju engleski identitet i jezik. U engleski ulazi sve više francuskih reči. Takav se engleski profilira kao jezik na kojem se izdaju knjige i na kojem čitaju tadašnji učeni krugovi čitatelja. London se uspostavlja kao glavni grad. U formiranju londonskog dijalekta jači su uticaji sa severa (iz univerzitetskih gradova Oksforda i Kembridža, te s područja Midlandsa) nego s juga.
Ranija dela su pobožnog tipa: „Ormulum”, „Handlyng Synne”, „Pravila za isposnice”. Velški crkvenjak Džefri od Monmuta piše fiktivnu „Istoriju kraljeva Britanije” na latinskom jeziku (verovatno oko 1136). U njoj zaokružuje keltske legende o kralju Arturu i vitezovima Okruglog stola, temu koja je stalno prisutna u engleskoj književnosti. Te legende dalje obrađuju normanski pisac Vejko na francuskom jeziku („Geste des Bretons”), a na engleskome Lejamon, koji u epu „Brut” osim o Arturu peva i o drevnim britanskim kraljevima Cimbelinu i Liru, čiji lik će kasnije preuzeti Šekspir za svoju poznatu tragediju Kralj Lir. S pojavom Lejamona početkom 13. veka u engleskoj književnosti se postupno učvršćuje i koncept autora. „Brut” je prvi nacionalni spev na engleskom jeziku. Lejamon je preuzeo temu od Vejda i građu iz drugih izvora, te sastavio ep o postanku Britanije kroz dva veka između odlaska Rimljana i pojave prvih britanskih kultura.
U 13. veku nastaju prva crkvena prikazanja, ali i svetovna lirika („Pesma kukavice” i „Sova i slavuj”), satire, moralne propovedke i humoristične anegdote. Francuski uticaji očituju se kroz ulazak ljubavnih tema u književnost, što naročito potiče iz provansalske tradicije trubadura koji su pevali o udvaranju nedostižnoj, idealizovanoj dami. Počinju se slaviti „ženske” vrline strpljenja, čekanja, lepote i vernosti (što potiče od antičkog mitskog lika Penelope). Velik uticaj u formiranju kanona i načina obrade ljubavne tematike i žene je izvršio francuski „Le Roman de la Rose”.
Autori srednjoengleskog razdoblja nisu nužno uvek pisali na engleskom. Francuski i latinski jezik i dalje su prisutni kao jezici na kojima se piše, i to francuski posebno na dvoru, a latinski u crkvenim redovima. Jači zamah u književnosti događa se više od sto godina nakon nastanka Lajamonovog Bruta. Sredinom 14. veka se javljaju prvi engleski autori u modernom smislu. Vilijam Langland (oko 1330–1400) u spevu „Pirs Orač” (Piers Plowman) ujedinjuje engleske tradicije s francuskim uticajima. U spevu prikazuje pokvarenost crkvenih i dvorskih krugova, i patnju siromaha. Iz ovog razdoblja potiče i jedna od najboljih obrada legendi o kralju Arturu, spev „Ser Gavejn i Zeleni vitez” (Sir Gawain and the Green Knight, oko 1370) anonimnog autora kojem se pripisuje i autorstvo lirske alegorije „Biserka” (Pearl). Ta su dela još uvek pisana u aliteracijskom stihu. Prvi koji se dosledno služi rimom umesto aliteracije je Džon Gover (oko 1330–1408). Svoje najpoznatije delo „Ispovest zaljubljenog” (Confessio Amantis), opsežnu zbirku priča u osmercima, je napisao na engleskom, a ostala dela na latinskom i francuskom.
Prvi pravi pesnik i jedan od najvećih u engleskoj književnosti je Džefri Čoser (oko 1342–1400). Pisao je gotovo isključivo na engleskom. Rođen je u imućnoj građanskoj porodici. Nije bio profesionalni književnik – taj se koncept pojavljuje na engleskom tlu nekoliko vekova kasnije. Radio je u javnoj službi (na dvoru) i poslom boravio u Kentu, Francuskoj, i dvaput u Italiji, gde se upoznao s delom Dantea, Petrarke i Bokača. Prevodeći s francuskog, u englesko pesništvo unosi francusku metriku. Od Italijana, prvenstveno Bokača, preuzima jedanaesterac. Njegov spev „Troilo i Kresida”, pisan po uzoru na Bokačov „Filostrato”, je prvi i znameniti engleski roman u stihovima. Glavno Čoserovo delo su Kenterberijske priče (The Canterbury Tales), zbirka novela u stihovima. Verojatno ju je počeo pisati oko 1387. Radnja je smeštena na londonsko područje Čoserovog doba. Trinaestoro ljudi hodočasti iz Sautvarka u Kenterberiju te svako od njih u odlasku i povratku pripoveda po dve priče. Do kraja života Čoser je napisao manje od četvrtine planiranih priča u kojima je majstorski prikazao niz tema i motiva iz svih slojeva ondašnjeg društva.
U 15. veku književnost u Engleskoj opada, ali se u Škotskoj pod uticajem Čosera javlja niz snažnih, originalnih pesnika (V. Danbar, škotski kralj Džejms I, R. Henrison i Gavin Daglas). U Engleskoj, oko 1470. godine Tomas Malori u prozi prepričava francuske i engleske legende o kralju Arturu, u vidu Smrti Arturove. U to doba nastaje i većina narodnih balada.

### Renesansa (1500–1660)
Period renesanse je obeležen otkićem novih kontinenata, velikim interesom za proučavanje antičkih klasika, i rađanjem nove nauke. Nakon što je Vilijam Kekston uveo štamparsku presu u Englesku 1476. godine, kolokvijalna književnost je cvetala. Reformacija je inspirisala produkciju narodne liturgije što je dovelo do objavljivanja Knjige uobičajenih molitvi (1549), sa trajnim uticajem na književni jezik. Engleska renesansa je bila kulturni i umetnički pokret u Engleskoj od kasnog 15. do 17. veka. Ona je povezana s paneuropskim renesansom za koju se obično smatra da jze započela u Italiji u kasnom 14. veku. Poput većeg dela severne Evrope, u Engleskoj se malo toga događalo do jednog veka kasnije. Renesansni stil i ideje su veoma sporim tempom penetrirale Englesku, i elizabetansko doba iz druge polovine 16. veka se obično smatra najvišim stupnjem engleske renesanse.
Italijanski uticaj se isto takom može naći u poeziji Tomasa Vajata (1503–1542), jednog od najranijih engleskih renesansnih pesnika. On je odgovoran za mnoge izume u engleskoj poeziji, i zajedno sa Henrijem Hauardom (1516/1517–1547) uveo je sonet iz Italije u Englesku u ranom 16. veku.

## Literatura
- Davies, Marion Wynne, ур. (1990), The Bloomsbury Guide to English Literature, New York: Prentice Hall.
- Drabble, Margaret, ур. (1996), The Oxford Companion to English Literature, Oxford: Oxford University Press.
- Fulk, RD; Cain, Christopher M (2003), A History of Old English Literature, Malden: Blackwell.
- Kiernan, Kevin (1996), Beowulf and the Beowulf Manuscript, Ann Arbor, MI: University of Michigan, ISBN 978-0-472-08412-8.
- Orchard, Andy (2003), A Critical Companion to Beowulf, Cambridge: DS Brewer.
- Robinson, Fred C (2001), The Cambridge Companion to Old English Literature, Cambridge: Cambridge University Press, стр. 143.
- Tolkien, John Ronald Reuel (1958), Beowulf: The Monsters and the Critics, London: Oxford University Press.
- Ward, AW; Waller, AR; Trent, WP; Erskine, J; Sherman, SP; Van Doren, C, ур. (1907), History of English and American literature, New York: GP Putnam’s Sons University Press.
- Gibbs, Antony (1971). „Mannyng of Brunne, Robert”.  Ур.: Daiches, David. The Penguin Companion to Literature. Volume 1: Britain and the Commonwealth. Harmondsworth: Penguin. ISBN 978-0-14-051034-8.
- Pearsall, Derek (1977). Old English and Middle English Poetry. The Routledge History of English Poetry, Vol. 1. London: Routledge & Kegan Paul. ISBN 978-0-7100-8396-8.
- Shepherd, G. T. (1970). „Early Middle English Literature”.  Ур.: Bolton, W. F. The Middle Ages. The Sphere History of Literature in the English Language, Vol. 1. London: Sphere.
- Sisam, Kenneth, ур. (1964) [1921]. Fourteenth Century Verse & Prose. Oxford: Clarendon Press.
- Sullens, Idelle, ур. (1983). Robert Mannyng: Handlyng Synne. Binghamton: Medieval and Renaissance Texts & Studies.
- Wilkinson, B. (2013) [1969]. The Later Middle Ages in England, 1216–1485. London: Longman. ISBN 9780582480322.
- Alexander, Michael, ур. (1995), Beowulf: A Glossed Text, Penguin.
- Baker, Peter S. (2003), Introduction to Old English, Oxford: Blackwell Publishing, ISBN 978-0631234548, OCLC 315514208
- Benson, Larry D. (1966), „The Literary Character of Anglo-Saxon Formulaic Poetry”, Publications of the Modern Language Association, 81 (5): 334—41, JSTOR 460821, doi:10.2307/460821.
- Bjork, Robert; Niles, John (1998), A Beowulf Handbook, Lincoln, NE: University of Nebraska, ISBN 978-0803261501
- Black, Joseph, ур. (2009), The Broadview Anthology of British Literature, 1: The Medieval Period (2nd изд.), Broadview Press.
- Bosworth, Joseph; Toller, Thomas Northcote (1889), An Anglo-Saxon Dictionary, Архивирано из оригинала 2019-07-17. г., Приступљено 2016-09-12.
- Campbell, Alistair (1972), Enlarged Addenda and Corrigenda to the Supplement of An Anglo-Saxon Dictionary Based on the Manuscript Collections of Joseph Bosworth, ISBN 978-0198631101.
- Cameron, Angus (1982), „Anglo-Saxon Literature”, Dictionary of the Middle Ages, стр. 274—288, ISBN 978-0-684-16760-2.
- Crossley-Holland, Kevin, trans. (1999), The Anglo-Saxon World: An Anthology, ISBN 9780192835475.
- Crowne, D.K. (1960), „The Hero on the Beach: An Example of Composition by Theme in Anglo-Saxon Poetry”, Neuphilologische Mitteilungen, 61 (4): 362—372, JSTOR 43342043
- Dane, Joseph A. (1982), „Finnsburh and Iliad IX: A Greek Survival of the Medieval Germanic Oral-Formulaic Theme The Hero on the Beach”, Neophilologus, 66 (3): 443—449, doi:10.1007/BF01998989.
- Downey, S. (фебруар 2015), „Review of The Dating of Beowulf: A Reassessment, ed. by Leonard Neidorf”, Choice Reviews Online, 52 (6), doi:10.5860/CHOICE.187152.
- Drabble, Margaret, ур. (1985), „Elegies”, The Oxford Companion to English Literature (5th изд.), Oxford University Press, ISBN 978-0-19-866130-6.
- Foley, John M. (1985), Oral-Formulaic Theory and Research: An Introduction and Annotated Bibliography, Garland.
- Franzen, Christine (1991), The Tremulous Hand of Worcester: a Study of Old English in the Thirteenth Century, Oxford: Clarendon Press, ISBN 0198117426.
- Fry, Donald K. (1987), „The Cliff of Death in Old English Poetry”,  Ур.: Foley, John Miles, Comparative Research in Oral Traditions: A Memorial for Milman Parry, Slavica, стр. 213—34.
- Hamer, Richard Frederick Sanger (2015), A choice of Anglo-Saxon verse, London: Faber & Faber Ltd., ISBN 9780571325399, OCLC 979493193.
- Hill, Joyce (2002), „Confronting 'Germania Latina': changing responses to Old English biblical verse”,  Ур.: Liuzza, R.M., The poems of MS Junius 11: basic readings, стр. 1—19.
- Howe, Nicholas (2012), „Scullionspeak: Rev. of Heaney, Beowulf”,  Ур.: Schulman, Jana K.; Szarmach, Paul, Beowulf at Kalamazoo: Essays on Translation and Performance, Studies in Medieval Culture, 50, Kalamazoo: Medieval Institute Publications, стр. 347—58, ISBN 9781580441520.
- Huppé, Bernard F. (1959), Doctrine and Poetry: Augustine's Influence on Old English Poetry, SUNY Press.
- Ker, Neil R. (1990) [1st ed. 1957], Catalogue of Manuscripts containing Anglo-Saxon (2nd изд.), Oxford University Press.
- Lind, Carol (2007), Riddling the voices of others: The Old English Exeter Book riddles and a pedagogy of the anonymous (Ph.D.), Illinois State University.
- Magoun, Francis P. (1953), „The Oral-Formulaic Character of Anglo-Saxon Narrative Poetry”, Speculum, 28 (3): 446—67, JSTOR 2847021, doi:10.2307/2847021.
- Mitchell, Bruce (1985), Old English Syntax, New York: Clarendon Press, ISBN 0198119445.
- Moessner, Lilo (1989), Early Middle English Syntax, Tübingen: M. Niemeyer, ISBN 3484302070.
- Moffat, Douglas (1987), The Soul's Address to the Body: the Worcester Fragments, East Lansing: Colleagues Press, ISBN 0937191019.
- Mustanoja, Tauno F. (2016), A Middle English Syntax: Parts of Speech, Amsterdam: John Benjamins Publishing Company, ISBN 9789027212405.
- Neidorf, Leonard, ур. (2014), The Dating of Beowulf: A Reassessment, Cambridge: D.S. Brewer, ISBN 9781843843870.
- O'Donnell, Daniel Paul (2005), Cædmon's Hymn: A Multi-Media Study, Edition and Archive, D.S. Brewer.
- Lerer, Seth (1997), „Genre of the Grave and the Origins of the Middle English Lyric”, Modern Language Quarterly, 58: 127—61, doi:10.1215/00267929-58-2-127.
- Parkes, M.B. (2007), „Raedan, areccan, smeagan: How the Anglo-Saxons read”, Anglo-Saxon England / 26, Cambridge Univ. Press, ISBN 9780521038515, OCLC 263427328.
- Pope, John C. (1942), The Rhythm of Beowulf: an interpretation of the normal and hypermetric verse-forms in Old English poetry, Yale University Press.
- Powell, K. (2009), „Viking invasions and marginal annotations in Cambridge, Corpus Christi College 162”, Anglo-Saxon England / 37, Cambridge University Press, ISBN 9780521767361, OCLC 444440054.
- Remely, Paul G. (2005), „Aldhelm as Old English Poet: Exodus, Asser, and the Dicta Ælfredi”,  Ур.: Katherine O’Brien O’Keeffe; Andy Orchard, Latin Learning and English Lore: Studies in Anglo-Saxon Literature for Michael Lapidge, University of Toronto Press, стр. 90—108.
- Rowley, Sharon M. (2011a), The Old English version of Bede's Historia Ecclesiastica, Boydell & Brewer, Архивирано из оригинала 2016-05-05. г., Приступљено 2011-05-09.
- Rowley, Sharon (2011b), „‘Ic Beda’...‘Cwæð Beda’: Reinscribing Bede in the Old English Historia Ecclesiastica Gentis Anglorum”,  Ур.: Carruthers, Leo; Chai-Elsholz, Raeleen; Silec, Tatjana, Palimpsests and the Literary Imagination of Medieval England, Palgrave Macmillan, стр. 95—113.
- Schipper, William (септембар 1997), „The Worcester Tremulous Scribe and the Ælfric Manuscripts”, Journal of English Linguistics, 25 (3)): 183—201, doi:10.1177/007542429702500302
- Sedgefield, Walter John, ур. (1899), King Alfred's Old English Version of Boethius: De consolatione philosophiae (објављено 1968).
- Sievers, Eduard (1893), Altgermanische Metrik, Halle.
- Singer, Samuel Weller (1845), The Departing Soul's Address to the Body: A Fragment of a Semi-Saxon Poem, Discovered Among the Archives of Worcester Cathedral By Sir Thomas Phillipps, Bart. with an English Translation, London: Luke James Hansard & Co..
- Smith, A.H., ур. (1978) [1933], Three Northumbrian Poems, University of Exeter Press.
- Stanley, E.G. (1975), Imagining the Anglo-Saxon Past: The Search for Anglo-Saxon Paganism and Anglo-Saxon Trial by Jury, Boydell & Brewer (објављено 2000).
- Sweet, Henry (1908), An Anglo-Saxon Reader (8th изд.), Oxford: Clarendon Press.
- Teeuwen, M. (2016-01-01), „Three annotated letter manuscripts: scholarly practices of religious Franks in the margin unveiled”, Religious Franks. Religion and power in the Frankish Kingdoms. Studies in honour of Mayke de Jong., Manchester University Press, ISBN 9780719097638, OCLC 961212148.
- Tolkien, J. R. R. (1983),  Tolkien, Christopher, ур., The Monsters and the Critics, and Other Essays, George Allen and Unwin, ISBN 978-0-04-809019-5.
- Treschow, Michael; Gill, Paramjit; Swartz, Tim B. (2009), „King Alfred's Scholarly Writings and the Authorship of the First Fifty Prose Psalms”, Heroic Age, 12.
- Vernon, Edward Johnston (1861), A Guide to the Anglo-Saxon Tongue: A Grammar (2nd изд.), London: John Russell Smith.
- Woodring, Carl (1995), The Columbia Anthology of British Poetry, стр. 1, ISBN 9780231515818.
- Wrenn, Charles Leslie (1967), A Study of Old English Literature, Norton, ISBN 978-0393097689.